# Gustav Olms
Gustav Olms (* 23. Juni 1865 in Hildesheim, Königreich Hannover; † 23. Januar 1927 in Düsseldorf) war ein deutscher Maler, Grafiker und Illustrator.

## Leben

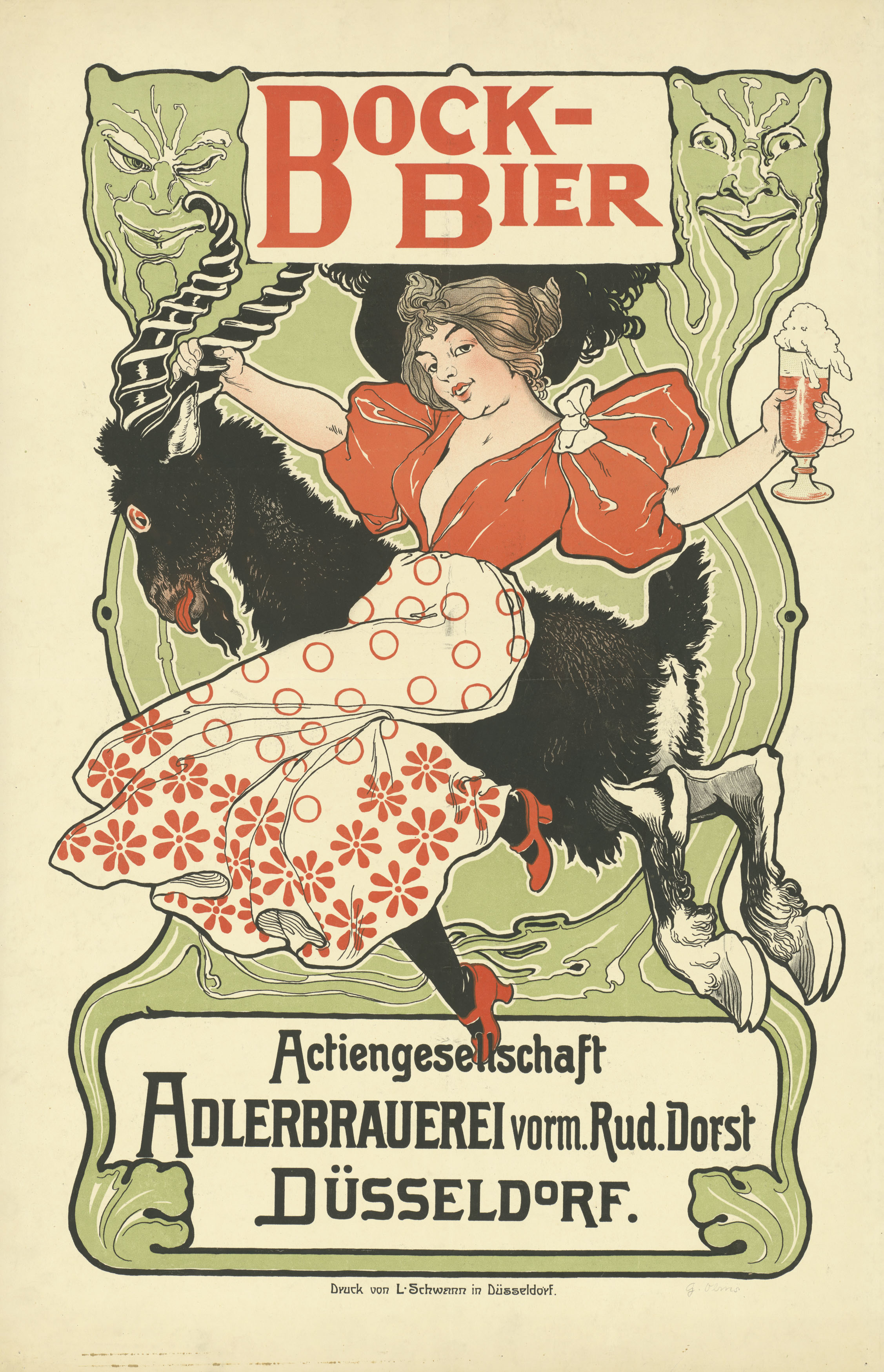
Plakat für Bock-Bier der Adlerbrauerei Düsseldorf (um 1900)

Gustav Olms wurde als neuntes Kind eines Buchdruckers in eine alteingesessene Hildesheimer Drucker- und Verlegerdynastie geboren. Er studierte von 1887 bis 1891 an der Kunstakademie Düsseldorf Malerei. Dort waren Heinrich Lauenstein, Hugo Crola, Peter Janssen d. Ä., Adolf Schill, Eduard von Gebhardt und Julius Roeting seine Lehrer.
Olms ließ sich in Düsseldorf nieder, wo er als Illustrator für verschiedene Verlage wirkte, etwa den Georg Olms Verlag, die August Lax Verlagsbuchhandlung, den Verlag August Steiger (Inh. Hofbuchhändler W. Steiger), die Verlage von W. Crüwell und L. Schwann, den Verlag Etzold & Co (Rudolf Jaspersen), die Frankh’sche Verlagsbuchhandlung, die Katholische Verlagsgesellschaft, Heusers Verlag (Paul Worringer), den Verlag von Friedr. Kratz & Cie, den Düssel-Verlag, den Verlag Ernst Keil’s Nachfolger (Die Gartenlaube), den Verlag Georg Westermann (Westermanns Monatshefte) und den Verlag J. J. Weber (Illustrirte Zeitung).
Außerdem arbeitete er als Gebrauchsgrafiker. Durch seine Bekanntschaft mit Karl Schmitz-Scholl erhielt er mehrere Aufträge für die 1893 von Karl und dessen Bruder Wilhelm Schmitz-Scholl gegründete Hamburger Kaffee-Import-Gesellschaft Emil Tengelmann. Infolgedessen fertigte Olms Illustrationen für Werbe- und Verkaufsartikel der Firma Tengelmann. Für den Verlag F. A. Lattmann entwarf er Spielkarten für Skat, die auf der Weltausstellung Paris 1900 präsentiert wurden.